# Aéroport de Smiths Falls-Montague
L'aéroport de Smiths Falls-Montague est un aéroport situé en Ontario, dans le district Ottawa, au Canada.